# Batalla de Ayohuma
La batalla de Ayohuma fue un enfrentamiento armado librado el 14 de noviembre de 1813 en el marco de las guerras de independencia de la Argentina y Bolivia, en la campaña del Alto Perú, en la que el Ejército Auxiliar al mando del general Manuel Belgrano fue derrotado por segunda vez por las tropas virreinales comandadas por el general Joaquín de la Pezuela, dando fin a la segunda expedición al Alto Perú.

## Previo a la batalla
Luego de la derrota en la Batalla de Vilcapugio, ocurrida el  1 de octubre de 1813, Manuel Belgrano, general  del  Ejército del Norte  de las Provincias Unidas del Río de la Plata, estableció su cuartel general en la aldea de Macha. Allí reorganizó a su ejército. Obtuvo ayuda de Francisco Ortiz de Ocampo,  presidente de la Intendencia de Charcas, y de las demás provincias del Alto Perú bajo control independentista: Cochabamba, Santa Cruz de la Sierra y Chayanta. 
Mientras tanto, el mayor general patriota Eustoquio Díaz Vélez se dirigió rumbo a Potosí a la cabeza de un cuerpo de tropas con el fin de reunir a las dispersas luego de Vilcapugio. Reforzaron su marcha Lorenzo Lugones y Gregorio Perdriel. Díaz Vélez, desde Potosí, le escribió a Belgrano haciendo varias consideraciones sobre los inconvenientes de abandonar la villa y atacar al ejército realista, por la escasez de los medios y debido al estado de los pueblos que no los podían aportar, y le indicaba asimismo las ventajas que se obtendrían si él fuera a Potosí a organizar las fuerzas.
Díaz Vélez llegó al cuartel general de Macha con unos 500 dispersos de Vilcapugio y Cornelio Zelaya se presentó con 300 reclutas. A fines de octubre de 1813 las fuerzas de las provincias unidas contaban con alrededor de 3400 hombres, de los cuales apenas 1000 eran veteranos. La artillería buena había quedado en Vilcapugio y solamente contaban los patriotas con ocho malas y pequeñas piezas.
A pesar de su reciente victoria, las tropas del Ejército Realista del Alto Perú, al mando del general Joaquín de la Pezuela, estaban refugiadas en las alturas de Condo-Condo y rodeadas por poblaciones hostiles[cita requerida]. Debido a ello no podían atacar al Ejército del Norte. Finalmente, el 29 de octubre, los realistas partieron desde su campamento en Condo-Condo a fin de retomar la ofensiva antes de que los patriotas se robustecieran más. El 12 de noviembre llegaron a Toquirí, una elevación a cuyos pies se halla la pampa de Ayohuma (en quechua «cabeza de muerto»).
Mientras tanto, en su cuartel general, Belgrano reunió una junta de oficiales para discutir el plan de operaciones a seguir. La opinión de la mayoría, encabezada por su mayor general Díaz Vélez, se inclinaba por retirarse a Potosí antes de arriesgar a las tropas de las Provincias Unidas. Consideraba que se debía esperar en ese punto a los cañones que les serían remitidos desde Salta. Gregorio Perdriel era partidario de ir al norte e internarse en la provincia de Oruro, tomar su capital y pasar desde allí a La Paz y a Cuzco. Las dos propuestas se basaban en que Pezuela no se hallaba en aptitud de perseguirlos, y que la larga campaña serviría para que se instruyesen los reclutas.
Pero el general Belgrano descartó ambos planes. Argumentó que ir a Potosí desmoralizaría a la tropa, y que era imprudente internarse en Oruro en estación de lluvias y con pésimos caminos. Insistía en la debilidad de Pezuela y, finalmente, dio por cerrada la discusión. Insistió en enfrentar a los realistas alentando a sus subalternos: 

Yo respondo a la Nación con mi cabeza del éxito en la batalla.

Esa misma noche las fuerzas abandonaron Macha y se dirigieron hacia Ayohuma.

## La batalla
|                  |
| Manuel Belgrano. |

|                        |
| Joaquín de la Pezuela. |

Las tropas que se estaban por enfrentar en la Batalla de Ayohuma presentaban una desproporción importante. Mientras que la caballería patriota doblaba en número a la realista, el general Joaquín de la Pezuela  contaba con el doble de infantería y 18 piezas de artillería, contra 8 de las tropas del general Manuel Belgrano.
A mitad de la mañana, los realistas que habían descendido de su posición elevada para ubicarse sobre la derecha del ejército del Río de la Plata, comenzaron el fuego con sus cañones, dispersando a las tropas adversarias. En un alto del fuego enemigo, Belgrano ordenó el avance de la infantería y la caballería, pero estos no pudieron resistir ante la oposición de los virreinales. 
A esta situación se le agregó el problema de la artillería patriota, que no tenía la suficiente potencia como para hacer daño al ejército realista.
Belgrano se vio obligado a retroceder y mediante un llamado de clarín logró reunir a alrededor de 500 hombres. En el campo de batalla quedaron alrededor de 200 muertos, 200 heridos, 500 prisioneros y casi toda la artillería. Los 500 hombres se dirigieron hacia la ciudad de Potosí pero debió ser prontamente evacuada ante la cercanía del enemigo.

## Consecuencias
La derrota a manos de los realistas en la Batalla de Ayohuma significó la finalización de la Segunda Campaña al Alto Perú.
El general Manuel Belgrano se encaminó entonces hacia el sur y en la Posta de Yatasto —ubicada en la actual provincia de Salta— el 30 de enero de 1814 le entregó el mando del Ejército del Norte al general José de San Martín, quien había participado en la revolución del 8 de octubre de 1812 de la cual había surgido el nuevo gobierno, el Segundo Triunvirato. 
Si bien inicialmente el Segundo Triunvirato había ordenado el reemplazo del mayor general Díaz Vélez por San Martín, luego ordenó directamente el reemplazo del propio general Belgrano por San Martín.
El general reemplazado posteriormente comentó por escrito la superioridad táctica del español frente a su limitado conocimiento de la guerra. Belgrano y Díaz Vélez retornaron a Buenos Aires. 
La tradición celebra el valor y abnegación de un grupo de mujeres conocido como «las valientes mujeres de Ayohuma» que auxiliaron a los heridos durante la batalla, llegando algunas de ellas a combatir como un soldado más. Entre éstas se destacó la capitana parda María Remedios del Valle (fallecida en 1847), desde entonces conocida por los combatientes como «Madre de la Patria», y sus dos hijas, que cruzaban el campo de batalla como si nada estuviese pasando y daban de beber a los heridos. La tradición local las recuerda como las "Niñas de Ayohuma".
Tras las victorias del general Joaquín de la Pezuela en Vilcapugio y Ayohuma la situación realista era excelente en el Alto Perú. Sin embargo, durante 1814, tres hechos acaecidos en las Provincias del Río de la Plata, favorecieron nuevamente a los rebeldes americanos y la cambiaron para mal: la Batalla de La Florida (25 de mayo), el Sitio de Montevideo que culminó con su rendición (20 de junio) y la rebelión del Cuzco (3 de agosto).
El general realista había planificado avanzar desde Salta hacia Tucumán, buscando triunfar donde habían fracasado los generales José Manuel de Goyeneche y Pío Tristán. Su objetivo era seguir hacia Córdoba y obligar a los revolucionarios a abandonar al asedio de Montevideo, mientras esperaba que desde Chile se lanzara una ofensiva en su apoyo. Así, 15000 hombres caerían sobre Buenos Aires en un movimiento de pinzas. El plan se frustró tras la derrota realista en La Florida. Pezuela debió retroceder con sus 4.050 hombres a Jujuy.